# Walter J. Burghardt
Walter John Burghardt SJ (* 10. Juli 1914 in New York City, USA; † 16. Februar 2008 in Merion Station, Pennsylvania, USA) war ein katholischer Theologe, Professor und Autor.

## Leben
Walter J. Burghardt, Sohn polnischer Einwanderer, trat 1930 der Ordensgemeinschaft der Gesellschaft Jesu in  Poughkeepsie, New York bei. 1937 schloss er sein Studium der Philosophie und Theologie am Woodstock College in Woodstock bei Baltimore ab. 1941 empfing er die Priesterweihe. Von 1946 bis 1974 lehrte er am Woodstock College in Maryland. 1957 wurde er an der Katholischen Universität von Amerika in Theologie promoviert und lehrte als Professor für Kirchengeschichte und Katholische Theologie am Woodstock Theological Center der Georgetown University in Georgetown (Washington, D.C.). Zudem war er Gastprofessor am Princeton Theological Seminary und am Union Theological Seminary in New York. 
Paul VI. verpflichtete ihn 1968 als Mitglied der ersten Internationalen Theologenkommission (ITC) zur Unterstützung der Veröffentlichung der Enzyklika Humanae Vitae.
Burghardt war von 1946 bis 1990 Chefredakteur der jesuitischen „Journal of Theological Studies“. Ab 1992 war er Mitherausgeber des vierteljährlich erscheinenden ökumenischen Magazins „The Living Pulpit“. Er verfasste 25 Bücher und circa 300 Artikel in theologischen Zeitschriften; sein bekanntestes Werk ist „Justice: A Global Adventure“. 2004 veröffentlichte er seine Autobiografie „Long Have I Loved You: A Theologian Reflects on His Church“, die von der Catholic Press Association ausgezeichnet wurde. Bekannt wurde er insbesondere mit seinen Übersetzungen aus frühchristlichen Sprachen. 
Er war Mitglied des „Ecumenical Institute for Advanced Theological Study“ in Jerusalem, der „Baltimore Archdiocesan Commission for Christian Unity“, der „United States Dialogue Group of the Lutheran-Roman Catholic Conversations“ und der „North American Academy of Ecumenists“.

## Ehrungen und Auszeichnungen
Er erhielt 21 Ehrungen und Auszeichnungen, unter anderem von der University of Notre Dame, St. Thomas University in New Brunswick, Kanada, wie auch der Gonzaga University in Spokane, Washington. 1962 erhielt er den „Cardinal Spellman Award“.
In einer Universitätsstudie der Baylor University 1996 wurde als einer der 12 besten Prediger der USA genannt. 1991 gründete er das Projekt „Preaching the Just Word“, in dem in fünf Jahren 7500 Geistliche in einem Fünf-Tages Seminar in aller Welt weiterbildete.